# マルキャズィー州
マルキャズィー州（マルキャズィーしゅう、ペルシア語: استان مرکزی, ラテン文字転写: Ostān-e Markazī）は、イランの州（オスターン）。
イラン西部に位置し、州都はアラーク。
1980年代に、当時のマルキャズィー州がテヘラン州と現在のマルキャズィー州に分割され、今日の州境が成立している。
テヘラン州のほか、エスファハーン州、セムナーン州、ザンジャーン州と境を接する。
マルキャズィー州はサーヴェ、アラーク、マハッラト、ホメイン、デリージャーン、ターフレシュ、アシュティヤーン、シャーザンド（以前のサルバンド）の各郡を擁する。